# Taconeando
Taconeando (spanisch für „Schuhabsatz“) ist der Name eines Tangostückes aus dem Jahr 1930.

## Geschichte
Taconeando beschreibt die trostlose Situation im Armenviertel einer Großstadt mit ihren eigenen Gesetzen, ihrer Kriminalität und ihren Leidenschaften. Die Musik schrieb der Bandoneonspieler, Orchesterleiter und Komponist Pedro Maffia (1899–1967), den Text schrieb José Horacio Staffolani (1898–1968). 1930 nahmen Maffia und sein Orquesta Típica das Stück zusammen mit dem Sänger Francisco Fiorentino auf Schallplatte auf.
Der Tango wurde schnell bekannt und von anderen Tangoorchestern und Sängern aufgenommen, darunter Carlos Gardel (1931), Francisco Canaro (1933) und Libertad Lamarque (1943), jüngere Interpretationen des Stückes stammen von Joan Manuel Serrat (1990) und dem Duo Aníbal Arias & Osvaldo Montes. Heute gehört das Stück zum Standardrepertoire eines Tango-Argentino-Ensembles.

## Originaltext
Vengan a ver...

El bailongo se formó en su ley

a la luz de un gran farol medioeval.

Todo el barrio se volcó en aquel

caserón, bajo el parral, a bailar,

y al quejarse el bandoneón se escuchó

tristes las notas de un tango

que nos hablaba de amor, de mujer, de traición, 

de milongas manchadas de sangre, 

de sus malevos y el Picaflor.

Se fue el arrabal - con toda su ley.

Su historia es, tal vez, - la cruz del puñal.

Se fue el arrabal - que hablaba de amor

y aquel taconear - también se perdió.

Quién no sintió 

la emoción del taconear y el ardor

que provoca el bandoneónal llorar?

Tango brujo de arrabal, triste son

que se agita en el misal de un querer

y en la lírica pasión del matón.

Notas que muerden las carnes 

con su motivo sensual al volcar la pasión

que llevamos, tal vez, muy adentro, 

en lo más hondo del corazón.

Se fue el arrabal...

## Aufnahmen
- Francisco Fiorentino y Orquesta tipica de Pedro Maffia, Columbia Viva-Tonal, Buenos Aires 1930
- Carlos Gardel y Orquestra tipica de Francisco Canaro, Odeon 18857 6915, Buenos Aires 26. Okt. 1931